# 巨嘴沙雀
巨嘴沙雀（学名：Rhodospiza obsoleta）为燕雀科巨嘴沙雀属的唯一一种鸟类。分布于俄罗斯、伊朗、阿富汗、伊拉克、蒙古、印度以及中国大陆的新疆、青海、甘肃、内蒙古等地，多栖息于地面、常生活于平原、旷野、果园和溪旁的地上以及或高原、山麓、山谷等的柳丛、灌丛、小树和人工林中。该物种的模式产地在烏茲別克布哈拉。